# Kameyama (Tennō)

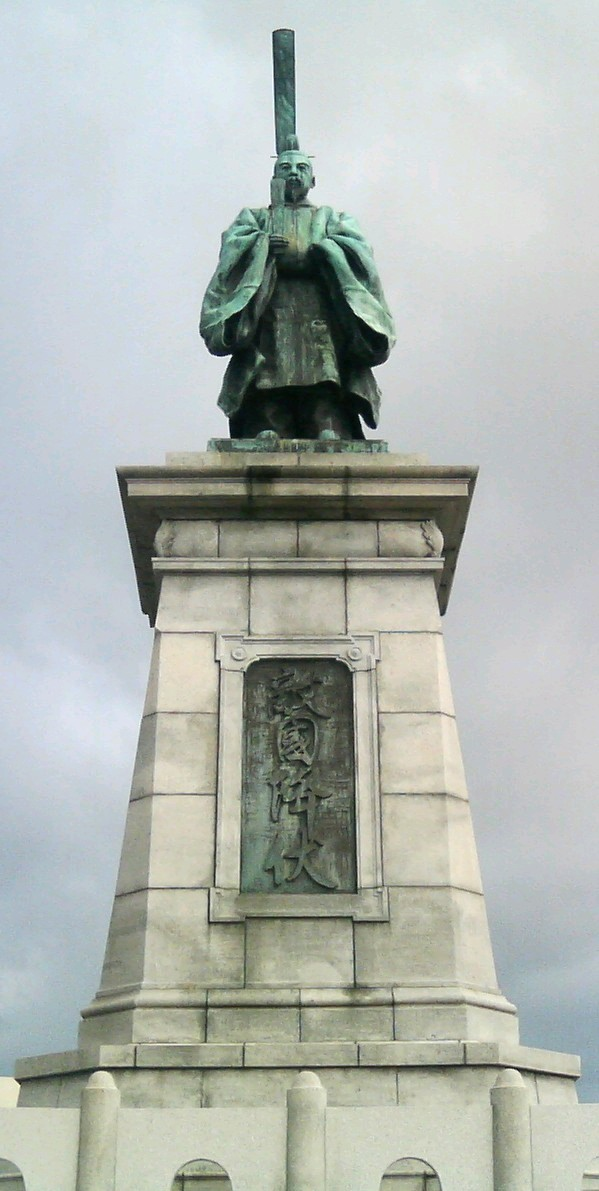
Statue von Kameyama (Tennō) im Higashi Park in Fukuoka City, Fukuoka, Japan

Kameyama (jap. 亀山天皇; * 9. Juli 1249; † 4. Oktober 1305) war der 90. Tennō von Japan (9. Januar 1259–6. März 1274).
Er war ein Sohn des Go-Saga-tennō. Sein Eigenname war Tsunehito (恒仁).
Kameyama bestieg als Neunjähriger am 9. Januar 1259 den Thron. Die militärische Macht lag jedoch beim Shogunat und der Familie Hōjō, die hinter den Kulissen über die kaiserliche Rangfolge entschied. Nach seiner Machtenthebung 1274 wurde Kameyama buddhistischer Mönch. Er gründete den Zen-buddhistischen Tempel Nanzen-ji in Kyōto und verbrachte den Rest seines Lebens dort.